# El Chico Amarillo
El Chico Amarillo (The Yellow Kid en inglés), fue el personaje principal de la serie Hogan's Alley, una tira de prensa estadounidense obra de Richard F. Outcault y publicada entre 1895-98. Tal fue su éxito que dio lugar al término prensa amarilla al aparecer simultanéamente en el New York World de Joseph Pulitzer y el New York Journal de William Randolph Hearst. La serie también es recordada en la historia del cómic por ser la primera en usar globos o bocadillos para contener el diálogo de los personajes, aunque el chico usualmente se comunicaba a través de frases que aparecían impresas en su camisa.

## Características
El Chico Amarillo era un niño con los dientes desaliñados y una tonta sonrisa, que vistiendo un camisón de dormir amarillo compartía un callejón con otros personajes igualmente desarreglados. Rara vez hablaba, siendo su lenguaje una jerga marginal, típica de gueto.

## Historia

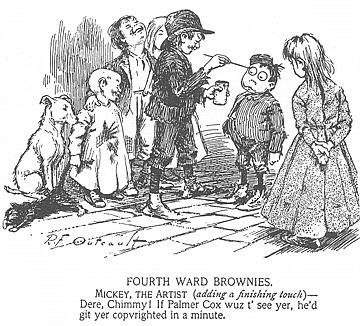
El último panel de Hogan's Alley para la revista Truth (publicado el 9 de febrero de 1895, reimpreso en el diario New York World 8 días después).

La tira, obra de Richard F. Outcault, apareció ocasionalmente en la revista Truth (1894-1895) como una macroviñeta en blanco y negro, con el personaje jugando todavía un rol secundario.
Cuando la serie debutó el 17 de febrero de 1895 en el New York World de Joseph Pulitzer ganó pronto una inmensa popularidad en la ciudad, y desde el 5 de mayo de 1895 fue editada en color. Sobre la camisa del niño se ensayó entonces el empleo del color amarillo, que todavía no había sido resuelto satisfactoriamente, convirtiéndose en un rasgo característico del mismo.
La viñeta del 16 de febrero de 1896 ha pasado a la historia del medio, porque mostraba un globo de diálogo mediante el cual un loro exclama: "Sic em towser!", aunque en la serie nunca dejara de coexistir este recurso con otras formas de representar los diálogos, como ya se dijo más arriba.

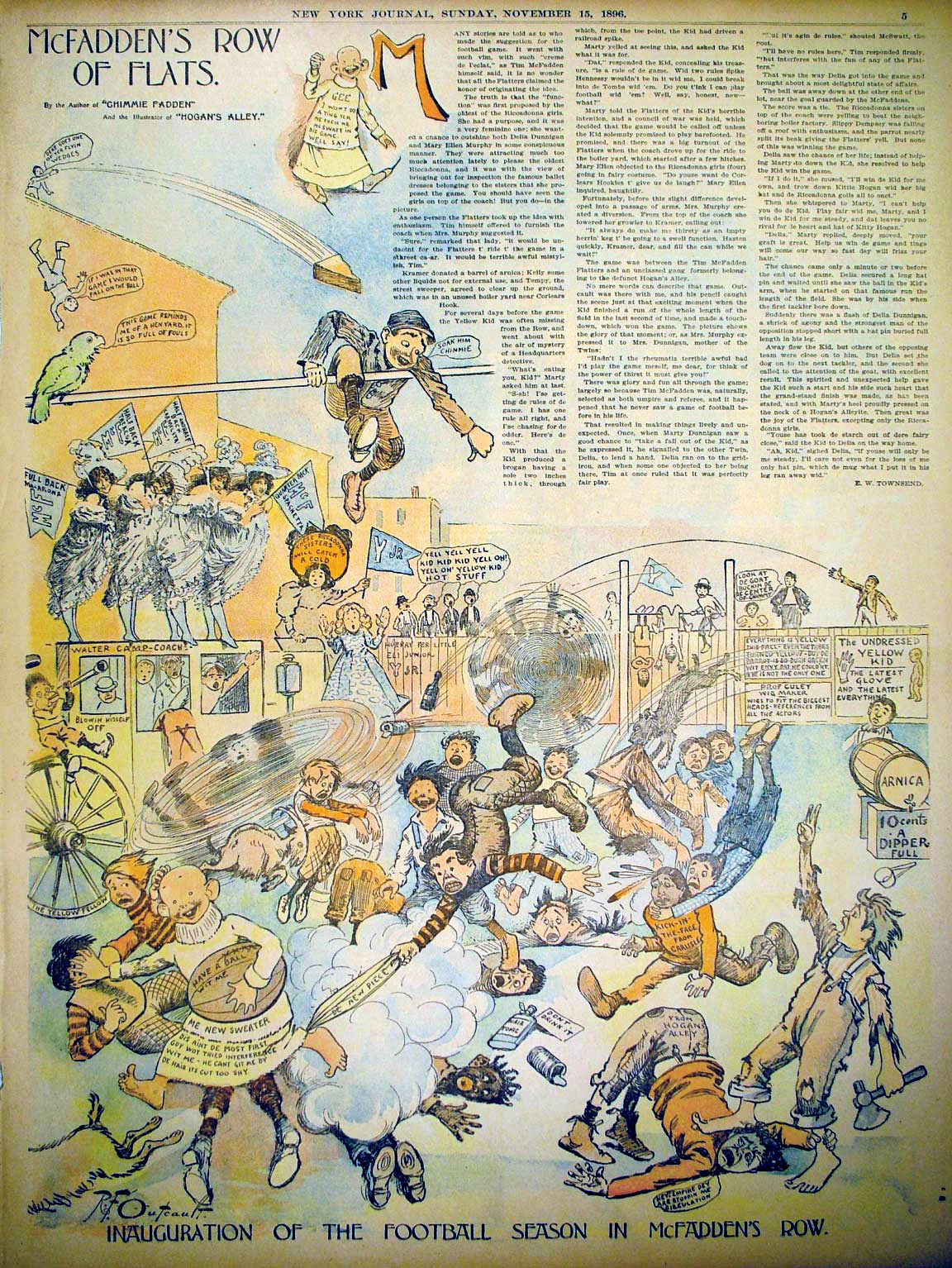
Un panel publicado el 15 de noviembre de 1896 en McFadden's Row of Flats, suplemento dominical en color del New York Journal de Hearst. Notése la presencia de los globos, la violencia de la acción y el dibujo confuso y caótico.

En 1897 Outcalt continuó El Chico Amarillo en el periódico New York Journal de William Randolph Hearst. Pulitzer contrató entonces a George Luks para dibujar una segunda versión de la tira en New York World, razón por la cual El Chico Amarillo durante un tiempo apareció simultáneamente en dos periódicos competidores. El periódico New York Press acuñó el término "periodismo amarillo", a principios de ese mismo año para describir el trabajo tanto de Pulitzer, como de Hearst.

## Legado
Ambas versiones dejaron de salir en 1898, no sin haber dado origen a «una singular característica de los comics: La permanencia de un mismo protagonista y un estilo a pesar de los cambios de dibujantes».
El famoso embaucador Joseph Weil (1877-1975) fue conocido como Chico Amarillo Weil (Yellow Kid Weil), en alusión a la tira.
En 1991 la tira fue una de las 20 incluidas en la serie Historietas Clásicas, de estampillas postales conmemorativas de los Estados Unidos de América.